# روي سكرانتون
روي سكرانتون (من مواليد 1976)  هو كاتب أمريكي في مجالات الرواية والكتابة الواقعية، والشعر ظهرت مقالاته، وأعماله الصحفية، وقصصه القصيرة، ومراجعاته في نيويورك تايمز، ورولينغ ستون، وذا نيشن، وديسينت، وLIT، ولوس أنجلوس ريفيو أوف بوكس، وبوسطن ريفيو. نُشر كتابه الأول، تعلم الموت في العصر الأنثروبوسيني، عن دار سيتي لايتس للنشر. أما روايته إباحية الحرب فقد صدرت عن سوهو برس في شهر غشت 2016،  وقد وصفها سام ساكس في وول ستريت جورنال بأنها: "واحدة من أفضل وأكثر الروايات الحربية المثيرة للجدل خلال السنوات الأخيرة".  شارك في تحرير كتاب "نار ونسيان: قصص قصيرة من الحرب الطويلة".   وهو يُدرّس حاليًا في جامعة نوتردام، حيث يشغل منصب مدير مبادرة العلوم الإنسانية البيئية. 

## الجوائز والتكريمات
فاز روي سكرانتون بجائزة تيريزا أ وايت للأدب عن القصة القصيرة عام 2009، ونال زمالة السيدة جايلز ويتينغ في مجال العلوم الإنسانية عام 2014، كما حصل على زمالة لَانان الأدبية عام 2017  اختيرت مقالته في نيويورك تايمز بعنوان " تعلم كيف تموت في العصر الأنثروبوسيني" ضمن مختارات أفضل الكتابات الأمريكية في العلوم والطبيعة لعام 2014، كما أُدرجت مقالته "رعب الحداثة" ضمن المقالات البارزة في أفضل المقالات الأمريكية لعام 2015. في عامي 2021–2022، كان سكرانتون زميلًا في معهد نوتردام للدراسات المتقدمة.  وفي عام 2024، مُنِح زمالة غوغنهايم.

## الاستقبال
كتب المؤلف جيف فاندرميير عن كتاب "تعلم الموت في الأنثروبوسين" قائلاً: "إنه كتاب قوي، مفيد، وفي النهاية مليء بالأمل، وله قدرة على تغيير آراء الناس وإحداث التغيير أكثر من أي كتاب آخر قرأته."  وعلقَت ريبيكا توهوس-دوبرو من مجلة "لوس أنجلوس ريفيو أوف بوكس" على صراحته بقولها: "هناك شيء تطهيري في رفضه التهرب من النطاق الكامل لمعضلتنا". 
قدّمت المؤرخة ناعومي أوريكس كتاب "تعلم الموت في الأنثروبوسين" كواحد من "أفضل خمسة كتب عن سياسات تغيّر المناخ". وكتبت: "أعتقد أنه محق جوهريًا في النقطة الأساسية، وهي أننا نواجه صعوبة بالغة في استيعاب مدى خطورة هذه المشكلة فعليًا". 
في كتاب "كيف تفجر خط أنابيب"،  انتقد الكاتب أندرياس مالم روي سكرانتون،  واصفًا إياه بأنه متحد مع نقاد آخرين للنشاط المناخي عبر ما سمّاه "تجسيد اليأس"  وهي استجابة عاطفية مفهومة للغاية تجاه الأزمة، لكنها غير صالحة كاستجابة سياسية لها.  وصف مالم موقف سكرانتون بأنه "القدرية المناخية"،  وقال إنه نبوءة تحقق ذاتها، لأن "كلما زاد عدد الناس الذين يقولون لنا إن إعادة التوجه الجذرية 'شبه مستحيلة'، أصبح تحقيقها أقل احتمالًا.". 

## مؤلفاته
- تعلم الموت في الأنثروبوسين: تأملات في نهاية حضارة الناشر: City Lights Publishers، سنة النشر: 2016
- إباحية الحرب الناشر: Soho Press، سنة النشر: 2016
- لقد هلكنا. وماذا بعد؟: مقالات عن الحرب وتغير المناخ الناشر: Soho Press، سنة النشر: 2018
- أنا أحب أوكلاهوما! الناشر: Soho Press، سنة النشر: 2019
- التعبئة الشاملة: الحرب العالمية الثانية والأدب الأمريكي الناشر: University of Chicago Press، سنة النشر: 2019.